# Action sociale en France
La politique générale de l'action sociale en France est coordonnée par le Ministère du Travail durant tout le XIXe siècle. Le ministère des affaires sociales devient pour la première fois un ministère de plein exercice sous le gouvernement de Laurent Fabius en 1984.
Il est chargé des thématiques du Travail et des relations avec les partenaires sociaux, des thématiques sociales, et de la solidarité officielle (familles, handicap, personnes âgées).
Précédemment, ce ministère a été créé, par le décret du 18 mai 2007 relatif à la composition du gouvernement dit premier gouvernement Fillon.
Le ministère a souvent changé de nom, depuis 1983. Il a épisodiquement porté le nom de ministère des Affaires sociales (entre 2002 et 2004 par ex.).
En 2009, une région, un département, une communauté de communes ou une commune peuvent aussi mener une action sociale. À la condition qu'elles respectent la limite de leur prérogative (Par exemple qu'elles n'enlèvent aucun droit fixé par l'État) et le code de l'action sociale et des familles.

## Cadre de l'action sociale

### Thésaurus TESS
L'action sociale dans le Thésaurus TESS du ministère des solidarités et de cohésion sociale fait partie du terme générique :QUESTIONS SOCIALES est associé le mot bénévolat, sont spécifiques sont donc des formes de l'action sociale:
- accompagnement social
- animation sociale
- médiation sociale
- téléphonie sociale : SAMU Social - Maltraitance sur mineur- Alma Maltraitance sur personne âgée - violence conjugale
- travail social

### Genèse de l’action sociale

#### DuXVIIeauXIXesiècle
La solidarité familiale (aidant) lorsqu’elle est défaillante, est remplacée par l'action des œuvres de l'Église, ou l'enfermement. Les indigents et les invalides gagnent leur ciel (et leur survie) au prix de la relégation.(Michel Foucault).
La charité (caritas en latin) et l'enfermement sont toute l'action sociale sous l'ancien régime:
- l'Église organise son action en faveur des pauvres et des malades au sein des congrégations d'œuvres charitables (les bonnes œuvres, des confréries).
- La monarchie va peu à peu contrôler les indigents :

→ par la création de l'hôpital général dont l'activité est supervisée par le Lieutenant de Police et dont les gardiens sont des gardiens laïcs  
→ par la charge royale de médecin des pauvres exercée sous Louis XIV par Théophraste Renaudot.
L'enfance, n'est pas reconnue comme un âge spécifique important dans le développement de l'être humain
La notion, d'enfance puis d'adolescence émerge au cours du XVIIIe siècle avec l'Émile de Rousseau
La médecine pédiatrique débute en Europe au XVIIIe avec les travaux de Nils Rosén von Rosenstein, médecin suédois.
Le travail des enfants même en bas âge est habituel au XIXe. Les premières mesures pour limiter puis l'interdire date de la fin du XIXe siècle. C'est le début des premières lois sociales en France et de l’Action sociale moderne de l'État (loi Roussel).
Édouard Seguin en 1840, l'instituteur des idiots à Bicêtre, sera le premier à créer des classes adaptées pour les enfants déficients mentaux.
La scolarité obligatoire est l'œuvre de Jules Ferry, c'est l'école obligatoire qui a fait que le travail des enfants n'existe plus en Europe.
Jusqu'en 1960 le sanitaire (le soin, le médical) ne se différencie pas du social (l'assistance, la bienfaisance) l'hospice, l'asile, a une double mission soigner les malades, accueillir les vieillards indigents, les fous, les enfants trouvés…
La saisie des biens nationaux en 1789, oblige les révolutionnaires à organiser la bienfaisance au nom de la fraternité par une loi en 1796 et à partir de 1801 par la dévolution des maisons de charité, des congrégations catholiques, aux hospices civils dans toute la France. C'est donc la première mesure de l'État conduisant peu à peu à la sécularisation du soin et du social.
L'intervention de la collectivité ou de l’État se définit jusqu'au milieu du XXe siècle par la bienfaisance et l'assistance par exemple l'aide des municipalités au travers du bureau de bienfaisance et du bureau d'assistance (aujourd’hui (CCAS) Centre communal d'action sociale). Ce qui est mis en valeur dans ce terme bienfaisance comme dans le mot œuvre ce n'est pas la personne aidée, le client, c'est l'aidant, la personne charitable, le philanthrope, la collectivité. À la fin du XIXe siècle il y eut un débat en France entre les tenants de la charité privée et confessionnelle (rôle traditionnel de l'Église) et ceux de la bienfaisance, expression laïque et républicaine, de la solidarité.
L'action sociale et le travail social modernes vont émerger de ce débat et sous la pression de la question sociale, la notion de justice sociale (du droit) se substituant peu à peu à celles de fraternité (bienfaisance) et de charité  (œuvre)

#### Les figures historiques et politiques auXIXesiècle
La question sociale, à la suite de l'échec des révolutions du XIXe siècle, la Commune tout particulièrement, est centrée sur la vie de la classe ouvrière « classe dangereuse », qu'il faut à la fois contrôler et aider.
Trois approches politiques et idéologiques structurent dès la fin du XIXe siècle les prémices de l'action sociale. Elles vont avoir des effets concrets sur les conditions de vie des ouvriers et des classes populaires.
- Le solidarisme et le radicalisme de Léon Bourgeois

Le solidarisme aura un impact sur la mutualité et les premières caisses de retraites ouvrières.
- Le christianisme social, (Albert de Mun et de René De La Tour Du Pin). L'encyclique Rerum Novarum de Léon XIII permet un positionnement favorable des catholiques en faveur du repos dominical, de l'interdiction du travail des enfants de moins de 13 ans et de mise en place d'une législation sur les accidents du travail.
- Le syndicalisme révolutionnaire et les bourses du travail organisées par Fernand Pelloutier.

Les bourses du travail sont le support de la solidarité ouvrière, elles sont dotées de divers services de mutualité : bureaux de placement, caisses de solidarité, caisses de maladie, de chômage, de décès.
Elles sont aussi des lieux d'actions de formation et de promotion des ouvriers.
Les trois figures historiques représentent bien trois dimensions idéologiques qui traversent tous les débats et positions éthiques de l’intervention sociale contemporaine.
Albert de Mun, noble, député royaliste, officier, défenseur du corporatisme (syndicalisme d'alliance entre le patronat et les ouvriers). Sous son influence, le catholicisme va rénover son intervention sociale, d'abord en acceptant le fait républicain, puis en s'engageant comme laïc chrétien directement dans l'action politique et sociale en faveur des classes sociales défavorisées, tout particulièrement les mondes ouvrier et paysan. C'est par son intermédiaire et celle de La Tour du Pin que le catholicisme adhérera à la politique radicale de l'État providence au point qu'(il en résulte alors surtout après 1926, un réinvestissement dans le secteur social qui imprégnera toute la culture catholique… Le soutien des catholiques français à  l'action de l'État providence peut donc s'interpréter comme une forme déguisée d'engagement politique…) 
Mais il s'agit aussi d'apporter une parole et une morale catholique (une idéologie) dans un monde ouvrier de plus en plus déchristianisé. Ce discours cherche à contrer l'idéologie socialiste de plus en plus dominante dans le monde ouvrier du XIXe siècle.
Pour de nombreux ouvriers, cette parole reste paternaliste avec une dimension de contrôle social et donc de la 'police des familles '.
La Révolution Nationale au début de Vichy va réaliser partiellement le programme d'Albert de Mun au travers du corporatisme et d’une attention soutenue à l'éducation et à encadrement idéologique de la jeunesse (chantiers de jeunesse).
Léon Bourgeois élargit le champ de l'intervention social au rôle de l'État providence qui régule par sa médiation la redistribution en direction des classes populaires et favorise au travers de l'impôt la solidarité entre classes sociales et la solidarité intergénérationnelle.
Le travail social dans cette approche est un des outils d'intervention de l'État et du politique dans la question sociale.
Bref il favorise la justice sociale entre tous les citoyens : la république a pour devoir d'établir un pacte « républicain » qui crée un  "lien fraternel qui oblige tous les êtres humains les uns envers les autres", nous faisant "un devoir d'assister ceux de nos semblables qui sont dans l'infortune". Cette solidarité contemporaine prend la forme de la société du care.
Du fait de la guerre de 14-18, les femmes entrent massivement dans l'univers du travail industriel où elles remplacent les hommes partis au front. Le patronat et la bourgeoisie s'inquiètent des conditions de vie qui leur sont faites. Fortement marquée par le christianisme social Marie Diémer crée les infirmières visiteuses de France puis les surintendantes d'usine avec Cécile Brunschvicg et le soutien de Léon Bourgeois et d'Albert Thomas.
Fernand Pelloutier, le moins connu des trois, syndicaliste anarchiste. Contrairement aux guedistes (voire Jules Guesde), il n'attend pas le grand soir, de la grève générale. La classe ouvrière doit s'organiser par elle-même dès à présent. La loi sur le travail des femmes et l'interdiction du travail des enfants produit lors de sa promulgation une baisse des salaires, bref elle se traduit par une hausse de l'exploitation dans les usines… Dès lors, il faut pour les anarchistes ne plus s'adresser à l'État, pour réguler les inégalités sociales, mais s'organiser soi-même pour modifier les conditions de sa vie ici et maintenant.
Naturellement, Pelloutier considère qu'il ne fait pas de l'action sociale (de la bienfaisance) (terme inexistant à la fin du XIXe) ni de l'action politique (comme anarchiste, il déteste les politiques). Pour lui la liberté de l'ouvrier passe par la formation y compris à la lutte de classe et ce sont les ouvriers les plus expérimentés qui forment leurs pairs.
Cette approche a inspiré le travail social communautaire et ce que les Nord-américains nomment l'empowerment.
Cette approche s'est développée récemment en santé communautaire au travers des groupes d'autosupport comme Aides, Act Up Paris, et plus généralement dans le domaine de l'intervention sociale en direction des groupes sociaux défavorisés comme le quart monde ou les travailleurs migrants.

### Action sociale et politique sociale
Parmi les mesures politiques menées depuis les années 2000, il y a eu :
- 1999 : Couverture maladie universelle
- 2002 : Loi de modernisation sociale.
- 2003 : Loi Fillon sur la réforme des retraites
- 2005 : Loi de cohésion sociale.

### Législation et Action sociale
Cette politique s'appuie sur un code (comme le code pénal ou le code civil) qui se nomme le code de l'action sociale et des familles. Il est, en France, un ensemble de dispositions législatives et règlementaires sur l'action sociale et la famille.
La partie législative de ce code est parue au Journal Officiel du 23 décembre 2000, elle remplace l'ancien Code de la famille et de l'action sociale, dont la première édition datait de 1938. Ce code « de la famille » règlementait tout ce qui touche à la famille, dont les aides sociales aux personnes.
Le nouveau code, reprend l'essentiel des textes du précédent code, mais les présente, dans un ordre différent.
C'est à partir de ce code que sont établies les procédures de mise en place de l'aide sociale en France pour les citoyens.

### Organisation de l'action sociale et de l'aide sociale
L'action sociale concerne trois types de publics :
- Les familles et leurs enfants
  - L'action en direction de toutes les familles quel que soit leur niveau de revenu. Cette action, pilotée au sein des Caisses d'allocation familiale (CNAF) finance partiellement l'éducation des enfants.
  - L'action en direction des enfants en difficulté sociale, isolés ou en famille elle relève de la compétence des départements (Aide sociale à l'enfance).

- Les personnes âgées pour lesquelles l'aide sociale est organisée autour de trois types de prestations
  - l'allocation de solidarité aux personnes âgées (ASPA), financée par la CNAV ;
  - l'allocation pour l'autonomie (APA), financée par l'aide sociale des départements et dont l'obtention dépend de deux critères, le niveau de dépendance mesuré par la grille AGIR et le revenu de la personne ou du ménage ;
  - l'aide sociale à l'hébergement (ASH) en établissement (résidence-autonomie ou EHPAD ou USLD), financée par l'aide sociale des départements et dont le montant est fixé en fonction du niveau des ressources de la personne accueillie, de son conjoint et de ses obligés alimentaires[9].

- Les publics touchés par l'exclusion sociale et le chômage de très longue durée
  - Cette aide sociale (ancien RMI aujourd'hui RSA) regroupe l'ensemble des prestations sociales versées aux personnes en situation de pauvreté ou d'extrême pauvreté. Elle a pour objectif de répondre aux besoins vitaux des personnes.

Les jeunes en difficulté de moins de 25 ans ne sont pas inclus dans les prestations légales du RSA Ils dépendent donc largement de la solidarité familiale, ou des mesures d'insertion pilotées par les missions locales, des bourses universitaires, voir les prestations des CHRS (pour les jeunes isolés, en voie d'exclusion sociale totale). Ce qui en fait le public le moins aidé par ces allocations.
On la distingue de l'action sociale en direction de ces publics qui englobe le revenu de solidarité active mais également les actions engagées pour leur réinsertion dans notre société.
On distingue l'aide sociale légale et l'aide sociale facultative qui ne constitue pas un droit automatique. Les allocataires pour en bénéficier doivent s'adresser aux services instructeurs des communes, les CCAS (anciens BAS), leur obtention est toujours liée à des critères de ressource.
L'aide sociale facultative dépend de la compétence des communes et des départements elle correspond aux aides financière et en nature des anciens bureaux de bienfaisance ou bureaux de charité du XIXe siècle. Un exemple d'aide facultative est le payement de la carte de transport.
Bien souvent pour les aides en nature les CCAS envoient les bénéficiaire vers les associations caritatives restos du cœur, secours populaire, secours catholique, etc.
Ce type d'aide ou d'action charitable ou de bienfaisance est en plein développement depuis la fin des trente glorieuses et surtout les crises économiques actuelles 2008 et 2011.
L'aide sociale légale correspond aux prestations couvertes par les anciens bureaux d'assistance des communes, leur financement provient de l'État et des départements
Relève de la compétence l'État les (centre d'hébergement et de réinsertion sociale : CHRS)
les centres d'accueil pour les demandeurs d'asile (CADA), l'aide médicale gratuite pour les étrangers en situation irrégulière (mais atteints de maladies chroniques exemple VIH)
Concernant l'aide sociale légale, les critères de ressources (minima légaux) sont fixés par l'État, Les collectivités ont capacité à dépasser le montant de ces prestations, au titre des aides facultatives mais ne peuvent en aucune façon les réduire en deçà du minimum fixé par l'État.
On distingue trois formes de prestations sociales :
- Les prestations sociales strictes : transferts effectifs attribués personnellement à des ménages ou particuliers sans contrepartie équivalente ou simultanée.
- Les prestations des services sociaux :accès à des services, en relation avec un risque de la protection sociale, fournis à prix réduit ou gratuitement par une administration ou une institution sans but lucratif.
- Les prestations fiscales : réductions d'impôts en relation avec la vieillesse, la charge d'enfants ou une situation sociale particulière.

## Les établissements sanitaires et sociaux œuvrant dans l'action sociale

### Le cadre de loi
La loi 2002-2 du 2 janvier 2002 précise les missions d'intérêt général et d'utilité sociale des établissements sociaux et médicaux-sociaux.
1. Évaluation et prévention des risques sociaux et médico-sociaux, information, investigation, conseil, orientation, formation, médiation et réparation ;
2. Protection administrative ou judiciaire de l'enfance et de la famille, de la jeunesse, des personnes handicapées, des personnes âgées ou en difficulté ;
3. Actions éducatives, médico-éducatives, médicales, thérapeutiques, pédagogiques et de formation adaptées aux besoins de la personne, à son niveau de développement, à ses potentialités, à l'évolution de son état ainsi qu'à son âge ;
4. Actions d'intégration scolaire, d'adaptation, de réadaptation, d'insertion, de réinsertion sociales et professionnelles, d'aide à la vie active, d'information et de conseil sur les aides techniques ainsi que d'aide au travail ;
5. Actions d'assistance dans les divers actes de la vie, de soutien, de soins et d'accompagnement, y compris à titre palliatif ;
6. Actions contribuant au développement social et culturel, et à l'insertion par l'activité économique.

Un débat se poursuit depuis 2002, qui était né à l'occasion de la loi no 75-535 du 30 juin 1975 relative aux institutions sociales et médico-sociales, sur la nature profonde de l'action sociale et médico-sociale institutionnelle :
- certains considèrent qu'il s'agit d'une mission d'intérêt général propre à justifier la qualification de service public pour l'action sociale et médico-sociales institutionnelle (Michel LEVY, « La loi du 2 janvier 2002 rénovant l’action sociale et médico-sociale : changement et/ou continuité », RDSS 2002/3, p. 423 ; Amédée THEVENET, L’aide sociale aujourd’hui, p. 108 ; Olivier POINSOT, "Les institutions privées et le service public de l'action sociale et médico-sociale", RGCT nov.-décembre 2005, p. 415-431 et "L'action sociale et médico-sociale, un service public industriel et commercial ?", JCP A 2005, 1358) ;
- d'autres estiment au contraire que l'action sociale et médico-sociale serait, conformément à la lettre de la loi, d'une utilité plus spécialisée, au service de certaines catégories seulement de la population (Alexandra EUILLET, "L'utilité sociale, une notion dérivée de l'intérêt général", RDSS 2002/2, p. 207 et s.).

Dans son arrêt Aprei du 22 février 2007 (Conclusions de Mme Célia VEROT, commissaire du Gouvernement, sur CE, Sect., 22 février 2007, Association du personnel relevant des établissements pour inadaptés (Aprei), no 264541, JCP A 2007, 2066, note M.-C. ROUALT ; AJDA 2007, chron. p. 793), le Conseil d'État a considéré que les institutions sociales et médico-sociales ne font pas partie du service public. Cette position, adoptée en interprétation de la loi obsolète de 1975, pourrait toutefois évoluer pour deux raisons. La première raison est que la Haute juridiction a considéré qu'il ne ressortait pas de la volonté des parlementaires un désir précis de voir reconnue l'activité comme étant de service public ; or les parlementaires de 2002, et notamment les députés TERRASSE et MORANGE, avaient clairement affirmé, notamment dans leurs rapports, l'intention formelle de voir reconnaître ce service public, volonté escamotée à la faveur d'un amendement de dernière minute en fin de navette parlementaire. La seconde raison est que l'activité des institutions privées répond en tous points aux critères du service public, ainsi que l'a démontré fort longuement et précisément dans ses conclusions madame Célia VEROT, Commissaire du Gouvernement. Il semble dès lors que le Conseil d'État, dans l'arrêt précité, a adopté une position plus politique que juridique.

### Types d'établissements existants
Un établissement social ou médico-social est une personne morale publique ou privée bénéficiant de fonds publics pour remplir une mission de Service Public telle que décrite au Code de l'action sociale et des familles (CASF).
| Champ de l'établissement                   | Nom de l'établissement | Financement                                                                         | Champ de compétence                                                                                | Alinéa de l'art. L. 312-1 CASF |
| ------------------------------------------ | --- | ----------------------------------------------------------------------------------- | -------------------------------------------------------------------------------------------------- | ------------------------------ |
| Aide sociale à l'enfance                   | Maison d'enfants à caractère social (MECS) La Prévention spécialisé | Aide sociale                                                                        | Département                                                                                        | I -1°                          |
| Enfance handicapée et inadaptée.           | Centres médico-psycho-pédagogiques (CMPP), instituts médico-éducatifs (IME), médico-pédagogiques (IMP), médico-professionnels (IMPRO), instituts de rééducation (ITEP), Services d'éducation spécialisée et de soins à domicile (SESSAD)                           | Assurance maladie                                                                   | État                                                                                               | I - 2°                         |
| Psychiatrie infantile                      | Centres d'action médico-sociale précoce (CAMSP) | 80 % assurance maladie 20 % aide sociale                                            | État-département                                                                                   | I - 3°                         |
| Protection judiciaire de la jeunesse (PJJ) | Centres et Foyers d'action éducative (CAE et FAE), Services éducatifs auprès du tribunal (SEAT) | État (ministère de la justice)                                                      | État ou État-département                                                                           | I - 4°                         |
| Handicap mental ou physique, adultes       | Établissements et services d'aide par le travail (ESAT, anciennement CAT) | État                                                                                | État                                                                                               | I - 5°                         |
| Handicap mental ou physique, adultes       | Centres de rééducation professionnelle, Centre d'orientation professionnelle | Assurance maladie - État                                                            | État                                                                                               | I - 5°                         |
| Personnes âgées                            | EHPAD | Assurance maladie - aide sociale- allocation personnalisée d'autonomie (APA)        | État-Département                                                                                   | I - 6°                         |
| Personnes âgées                            | foyers-logements, maisons de retraite | Aide sociale éventuelle                                                             | Département                                                                                        | I - 6°                         |
| Personnes âgées                            | Service de soins infirmiers à domicile | Assurance maladie                                                                   | État                                                                                               | I - 6°                         |
| Personnes âgées                            | Services de soins, d'aide et d'accompagnement | Assurance maladie - aide sociale                                                    | État-département                                                                                   | I - 6°                         |
| Personnes âgées                            | Services d'aide à domicile | Aide sociale -caisses de retraite (action sociale facultative)                      | Agrément : préfet                                                                                  | I - 6°                         |
| Handicap mental, polyhandicap, adultes     | Foyers d'accueil ou occupationnels | Aide sociale                                                                        | Département                                                                                        | I - 7°                         |
| Handicap mental, polyhandicap, adultes     | MAS maison d'accueil spécialisée, Foyers d'accueils médicalisés, Services de soins, d'aide et d'accompagnement | Assurance maladie - Aide sociale                                                    | État-département                                                                                   | I - 7°                         |
| Handicap mental, polyhandicap, adultes     | Service d'auxiliaires de vie | État - Aide sociale                                                                 | État-département                                                                                   | I - 7°                         |
| Personnes sans domicile, en errance        | Centres d'hébergement et de réinsertion sociale (CHRS) et notamment centres d'aide par la vie active, accueils de jour (boutiques de solidarité…), veille sociale (SAMU sociaux, équipes mobiles, téléphonie sociale « 115 », services d'accueil et d'orientation) | État + contribution le cas échéant des communes et de l'aide sociale départementale | État (en partenariat le cas échéant avec le département et les communes)                           | I - 8°                         |
| Traitement des addictions                  | Centre de soins, d'accompagnement et de prévention en addictologie CSAPA, Centres d'accueil pour toxicomanes (regroupés dans les CSAPA), Centres d'accueil pour alcooliques (regroupés dans les CSAPA)                                                             | État                                                                                | État                                                                                               | I - 9°                         |
| Traitement des addictions                  | Appartements de coordination thérapeutique (VIH, maladies chroniques) | Assurance maladie                                                                   | État                                                                                               | I - 9°                         |
| Autres hébergements                        | Foyers de jeunes travailleurs (FJT), résidence sociale, Foyer de travailleurs migrants | État-aide sociale -caisse d'allocations familiales                                  | État (conventionnement aide personnalisée au logement, code de la construction et de l'habitation) | I - 10 °                       |
| Centres de ressources                      | Centres de ressources: handicap rare, autisme, traumatisme crânien, maladie d'Alzheimer. Autres (centres locaux d'information et de coordination…) | Assurance maladie                                                                   | État                                                                                               | I - 11 °                       |
| Autres                                     | Structures expérimentales dérogeant aux articles L. 162-31 et L. 162-31-1 du code de la sécurité sociale : possibilité de décisions déconcentrées et/ou décentralisées                                                                                             | Toutes possibilités                                                                 | Selon les cas : État ou département ou État-département                                            | I - 12 °                       |
| Autres                                     | Lieux de vie non traditionnels | Aide sociale (principalement)                                                       | Selon les cas : État ou département ou État-département                                            | III                            |

En France, existe le « FINESS », qui est le « Fichier national des établissements sanitaires et sociaux ». Ce fichier est nommé usuellement aussi le « finess » ou le « répertoire FINESS ». Il a été mis au point et est géré par le Ministère du Travail, des Relations sociales, de la Famille, de la Solidarité et de la Ville. Ce fichier permet de connaître les établissements et services relevant de l'action sociale : Les établissements légitimes à mener des actions sociales auprès des citoyens.
En France, pour des raisons historiques et de pratiques, c'est sur ce même fichier, que figure les établissements œuvrant pour la santé (médecins, hôpitaux etc.) car la barrière est parfois mince. (Par exemple si cela était distinct, où placer les psychologues ? Ou un éducateur travaillant auprès d'autistes ?)

## Le contrôle de l'action sociale

### Inspection générale des affaires sociales
Créée en 1967, l’Inspection générale des affaires sociales (IGAS) est chargée d'un champ très large de compétences qui s’étend à l’ensemble des questions relatives aux affaires sociales, à la santé, à l’emploi, à la solidarité, au travail, à la politique de la ville, à la formation professionnelle et à la modernisation de l'État.
L’inspection générale assure ainsi « le contrôle et l’évaluation de la mise en œuvre des politiques publiques de la sécurité sociale et de la prévoyance sociale, de la protection sanitaire et sociale, du travail, de l'emploi et de la formation professionnelle ». Elle est en outre chargée de contrôler les associations faisant appel à la générosité du public (OFAG). L'IGAS est considérée comme un grand corps de l’État.
Compte tenu du statut interministériel de l'IGAS, tout membre du gouvernement peut faire appel à elle. L'Inspection est placée sous l’autorité des ministres chargés des affaires sociales, de la sécurité sociale, de la santé, du travail, de l’emploi et de la formation professionnelle.
Depuis 2007, l'IGAS est explicitement rattachée à 8 ministres.

### Contrôles des établissements
Les établissements sont généralement des organismes privés bénéficiant de fonds publics pour remplir une mission de Service Public.
Sont ainsi, entre autres, des établissements sociaux et médico-sociaux : les EHPAD (ou maisons de retraite) les établissements accueillant des enfants et adultes ayant un handicap mental (ESAT (anciennement CAT), foyers d’Hébergement, IME…), les établissements accueillant des enfants en difficulté ou en danger (MECS (Maisons d’Enfants à Caractère Social), ITEP (Instituts Thérapeutiques, Éducatifs et Pédagogiques…), les lieux d’hébergements temporaires d’adultes en difficulté (CHRS (Centres d’hébergement et de réhabilitation sociale), centres d’accueil mère-enfant…), etc. Certains d’entre eux sont soumis à une autorisation d’activité.
Les pouvoirs publics se réservent un droit de contrôle des activités de ces lieux, en vue de s’assurer que les fonds soient utilisés conformément à leur destination et que le service rendu corresponde au cadre légal. Ce contrôle prend la forme d'une inspection dans les locaux de l'établissement.
Faire obstacle au contrôle est un délit puni de six mois d'emprisonnement et de 7 500 euros d'amende.
Les contrôles s’effectuent au titre des articles L.331-1 (article généraliste) et L.313-13 (dispositions spéciales pour les lieux soumis à autorisation) du code de l'action sociale et des familles (CASF), ou du code de la santé publique (CSP, il s’agit alors d’un contrôle sanitaire).
Le contrôle est exercé par l'autorité ayant délivrée l'autorisation de fonctionner (c'est-à-dire le Préfet de département ou le Président du Conseil Général). Ces inspections peuvent être conjointes. Ce contrôle participe de la lutte contre la maltraitance en institution.

## Autres articles
- Éducation spécialisée en France
- Prévention spécialisée
- Centre communal d'action sociale
- Prestation sociale en France
- Éthique du Travail social
- Aide sociale
- Alfred Keller (1894-1986).

## Sites
- Ministère du Travail, des Relations sociales, de la Famille et de la Solidarité :
  - Le ministère
  - Le FINESS
- Code de l'action sociale et des familles :
  - partie législative
  - partie règlementaire
- Site d'informations
  - Le site Guide Familial pour les travailleurs sociaux
  - Bibliographie en Action Sociale chez ESF éditeur
  - OASIS, le portail du Travail Social
  - Revue Le Lien Social
  - Association Française des Organismes de formation et de Recherche en Travail Social (AFORTS)
  - Le portail du Social en France
- Carte de tous les établissements sociaux ou médico-sociaux français: Annuaire de Action Sociale (fr)